# بیمو فاکیا
بیمو فاکیا (آلبانیایی: Bimo Fakja؛ زادهٔ ۱ ژانویهٔ ۱۹۱۹) بازیکن فوتبال اهل آلبانی بود.
از باشگاه‌هایی که در آن بازی کرده‌است می‌توان به باشگاه فوتبال ولازنیا اشکودر و باشگاه فوتبال پارتیزانی تیرانا اشاره کرد.
وی همچنین در تیم ملی فوتبال آلبانی بازی کرده‌است.